# Gibárt
Gibárt es un pueblo húngaro perteneciente al condado de Borsod-Abaúj-Zemplén, distrito de Gönc.

## Superficie
Cuenta con una superficie de 5,33 kilómetros cuadrados.

## Demografía
Hasta 2023 la población era de 331 habitantes, con una densidad de población de 62,10 habitantes por kilómetro cuadrado.
| Gráfica de evolución demográfica de Gibárt entre 2018 y 2023 |
|                                                              |
| Datos según la Oficina Central de Estadística de Hungría.    |